# Éla
Éla (hebrejsky: אֵלָה‎ Ela) byl čtvrtým králem Severního izraelského království. Jeho jméno se vykládá jako „Velký strom“. Dle názoru moderních historiků a archeologů vládl asi v letech 885 až 884 př. n. l. Podle kroniky Davida Ganse by však jeho kralování mělo spadat do let 3009–3010 od stvoření světa neboli do rozmezí let 753–751 před naším letopočtem, což odpovídá 2 letům vlády, jak je uvedeno v První knize králů.
Éla byl synem krále Baeši, po jehož smrti nastoupil na jeho trůn v Tirse, což bylo ve 26. roce vlády judského krále Ásy. Za dobu své krátké vlády se ničím zvláštním nevyznamenal. Byl ubit svým služebníkem a velitelem vozby Zimrím, když se ve svém sídelním městě opíjel v domě jistého Arsy. Zimrí pak nastoupil na jeho trůn a nechal vyvraždit všechny možné královské nástupce z dynastie Baeši, tedy i potomky Ély. Tím se splnilo to, co předpověděl prorok Jehú ohledně domu krále Baeši.